# Euphthiracarus trentus
Euphthiracarus trentus är en kvalsterart som först beskrevs av Sandór Mahunka 1983.  Euphthiracarus trentus ingår i släktet Euphthiracarus och familjen Euphthiracaridae. Inga underarter finns listade i Catalogue of Life.